# Acordo de Argel (1974)
O Acordo de Argel, foi um acordo assinado em 25 de agosto de 1974 em Argel, pelos representantes de Portugal, CLSTP mais tarde viria se tornar MLSTP e do PAIGC, na presença do presidente argelino Houari Boumedienne.
Com este acordo é definida a independência de São Tomé e Príncipe para 12 de julho de 1975, independência da Guiné-Bissau para 10 de setembro de 1974 e de Cabo Verde para 05 de julho de 1975.
Em relação à Guiné-Bissau, ficou definido nesse acordo que as tropas portuguesas sairiam do território até à data limite de 31 de outubro de 1974.